# Ботанический сад (Люблин)
Ботанический сад университета Марии Склодовской-Кюри в Люблине (пол. Ogród Botaniczny Uniwersytetu Marii Curie-Skłodowskiej w Lublinie) был основан 23 февраля 1965 года в дзельнице Славин.

## История
Идея создания университетского ботанического сада в Люблине возникла в 1944 году. Профессора Йозеф Мотыка (пол. Józef Motyka) и Адам Пашевский (пол. Adam Paszewski) сформировали комитет, который занимался проектом создания сада на территории дзельницы Славинек. Сначала, в ожидании утверждения места расположения сада как части Большого плана Люблина, был создан дендрарий на территории кампуса, так называемый «старый ботаник» (пол. stary botanik), ныне парк. Интенсивные усилия Казимира Бринского (пол. Kazimierza Bryńskiego) получить землю на Славинеке увенчались успехом, и в 1958 году университет получил право собственности на территорию площадью 13 гектаров. Однако строительство ботанического сада началось лишь тогда, когда ректором университета стал профессор доктор Гжегож Леопольд Сейдлер.
В 1964—1970 началось строительство ботанического сада. Территория была огорожена, построены административное и хозяйственное сооружения с котельной и теплицей площадью почти 1000 м². Также появились водяные ёмкости и оборудование. Авторами первоначальной концепции сада были архитекторы Оскар и София Хансен из Кракова в конструктивном сотрудничестве с доктором Марией Петрович и доцентом Домиником Фиялковским. В течение этого периода возникли систематические, утилитарные, декоративные и экологические участки растительности. В 1964 году Тадеуш Петрович взял на себя управление строительством и хозяйственными вопросами. Проектированием и посадкой растений непосредственно занялся профессор Доминик Фиялковский в сотрудничестве с доктором Марией Петрович и доктором Казимежом Казаком. Были созданы следующие отделы ботанического сада — систематики растений, дендрарий, практического использования растений, декоративных растений, альпийский сад, отдел тропических и субтропических растений, флоры Польши, Южной и Юго-Восточной Европы и не существующие на сегодня отделы растений Северной Америки и Азии.
23 февраля 1965 года считается датой основания сада, когда Сенат университета Марии Склодовской-Кюри в Люблине в рамках Кафедры систематики растений создал новую организационную единицу под названием Ботанический сад.
В 1970 году руководство садом перенял доктор Казимеж Казак, чьими усилиями территория сада была увеличена до 25 га. В последующие годы велась напряжённая работа, чтобы завершить первый этап организации и открытия сада для посетителей, которое состоялось 30 апреля 1974 года.
В 1995 году директором сада стал доктор Мацей Квятковский. Он внедрил изменения в экспозиции сада с учётом архитектуры и пейзажа, добавил больше информации для посетителей и сделал ряд инвестиций для изменения внешнего вида сада.
Метель в октябре 2009 года причинила саду значительный ущерб. Ценные образцы были уничтожены, а другие, такие как гинкго, сильно пострадали.

## Отделы и коллекции растений
Коллекция сада насчитывает более 1600 видов деревьев и кустарников, более 3300 видов травянистых растений в открытом грунте и около 1600 видов растений в теплицах. В парке растёт 106 деревьев старше 100 лет.
- Отдел луковых и клубневых растений
- Дендрарий
- Отдел растений Южной и Юго-Восточной Европы
- Библейские растения
- Отдел польской флоры
  - Охраняемые растения
- Отдел горных растений (альпинарий)
- Отдел декоративных растений
- Розарий
- Отдел систематики растений
- Отдел тропических и субтропических растений
- Отдел растений практического использования
- Отдел водных и болотных растений

## Директора или и. о. директора Ботанического сада в Люблине
- Казимеж Бринский (пол. Kazimierz Bryński)
- Тадеуш Петрович (пол. Tadeusz Petrowicz)
- Доминик Фиялковский (пол. Dominik Fijałkowski)
- доктор Казимеж Козак (пол. dr Kazimierz Kozak)
- доктор Мацей Квятковский (пол. dr inż. Maciej Kwiatkowski)
- доктор Гражина Шимчак (пол. dr Grażyna Szymczak)